# مداخله به رهبری عربستان سعودی در جنگ داخلی یمن
حمله نظامی به کشور یمن، در ۲۵ مارس ۲۰۱۵ میلادی برابر با ۶ فروردین ۱۳۹۴ با حمله هوایی ائتلافی از کشورهای منطقه به رهبری عربستان سعودی به یمن، با نام عملیات طوفان قاطع (به عربی: عملیة عاصِفة الحزم) و به درخواست رئیس‌جمهور مستعفی یمن شروع شد. این حمله از ۲ اردیبهشت با نام عملیات احیای امید (به عربی: عملیة إعادة الأمل) ادامه یافت.
هواپیماهای پنج کشور عضو شورای همکاری خلیج فارس (عربستان سعودی، امارات متحده عربی، قطر، کویت و بحرین) به همراه مراکش، مصر، اردن و سودان در این حمله مشارکت داشتند و سومالی نیز اجازه استفاده از پایگاه‌های نظامی خود را  برای حمله داده بود. پاکستان نیز برای پیوستن به این ائتلاف دعوت شده بود اما مقامات این کشور از شرکت در این جنگ انصراف دادند.
ایالات متحده آمریکا پشتیبانی اطلاعاتی و لجستیکی ارائه کرد؛ از جمله سوخت‌گیری هوایی و تجسس و نجات برای خلبان‌های ائتلاف که هواپیمای آن‌ها سقوط کرده‌ است.
این کشور همچنین فروش سلاح به کشورهای ائتلاف را شتاب بخشیده‌است و به حملات پهپادی به القاعده در شبه جزیره عربستان ادامه داده‌است. در ژانویه ۲۰۱۶، وزیر امور خارجه عربستان گفت که مقامات آمریکایی و بریتانیایی در مراکز کنترل و فرماندهی، مسئول حملات هوایی به رهبری  عربستان سعودی در یمن بوده‌اند که به فهرست اهداف دسترسی دارند ولی در برگزیدن اهداف درگیر نیستند.
این عملیات در پشتیبانی از دولت عبدربه منصور هادی و بر ضد حوثی‌ها (انصارالله) و پشتیبانان علی عبدالله صالح رئیس‌جمهور پیشین یمن صورت گرفته که صنعاء پایتخت یمن و بیشتر مناطق شمال یمن را در اختیار دارند. همه کشورهای عضو شورای همکاری کشورهای عرب خلیج فارس به جز عمان در این عملیات شرکت کرده و از درخواست هادی منصور هادی  جهت مبارزه با حوثی‌ها در یمن استقبال کردند. همچنین عربستان سعودی یکی از دلایل اقدام نظامی خود در یمن را دست‌یابی حوثی‌ها به موشک‌های بالستیک و به‌طور کلی مسائل امنیتی منطقه‌ای عنوان کرد.
اتحادیه عرب پشتیبانی خود را از این عملیات اعلام کرد همچنین اعضای این اتحادیه در نشست سالانه خود در شرم‌الشیخ بیانیه‌ای صادر کردند و خواستار تشکیل نیروی نظامی مشترک شدند.
این حمله و محاصره یمن توسط عربستان سعودی منجر به وقوع یک بحران انسانی و قحطی فراگیر، گسترش وبا و نیز تخریب گسترده میراث تاریخی یمن با قدمت تا سه هزار سال شده‌است.

## تحولات جنگ
عملیات نیروهای ائتلاف دربرگیرنده حملات هوایی بوده و بیشتر بر مناطق اداری و نظامی شهر صنعا متمرکز بوده‌است. مراکز دفاع هوایی، سکوهای پرتاب موشک اسکاد و جنگنده‌های شبه نظامیان از جمله اهداف دیگر جنگنده بمب‌افکنهای ائتلاف بوده‌اند و مناطقی در نزدیکی کاخ ریاست جمهوری در صنعا نیز هدف بمباران هوایی قرار گرفته‌اند. همچنین شبه‌نظامیان انصارالله نیروهای ائتلاف را متهم کرده‌اند که با بمباران اردوگاه آوارگان در شهر شمالی صعده که از پایگاه‌های این نیروها به‌شمار می‌رود، ۴۰ نفر از جمله زنان و کودکان را کشته‌اند.
شامگاه ۳۱ مارس انفجار در یک کارخانه لبنیات در شهر حدیده، بیش از ۳۵ کشته بر جای گذاشته‌است. اما روشن نیست که این انفجار کار نیروهای ائتلاف به رهبری عربستان سعودی بوده یا شورشیان.
در پنجمین روز از آغاز حمله، انصارالله و نیروهای وفادار به علی عبدالله صالح یورش تازه‌ای را برای تصرف شهر عدن که از سوی منصور هادی به عنوان پایتخت موقت کشور انتخاب شده‌بود آغاز کردند. بر اساس اعلام یونیسف از ۲۶ مارس تا ۲۴ آوریل و در مدت حدود یک ماه از آغاز درگیری نظامی یمن، دست کم ۱۱۵ کودک کشته و ۱۷۲ کودک نیز زخمی شدند.
ایرنا به نقل از شبکه  «المسیره» یمن، واحد نظارت مرکز حقوق بشر و آمار تجاوزات سعودی یمن با صدور بیانیه‌ای اعلام کرد: تا ماه اول سال ۲۰۲۱میلادی ۱۶ هزار و ۹۷۸ شهروند یمنی بر اثر حملات زمینی، هوایی و دریایی ائتلاف سعودی کشته شده‌اند که سه هزار و ۷۹۰ نفر از آنها کودک و ۲ هزار و ۳۸۱ نفر زن هستند.
این مرکز تعداد مجروحان جنگ تحمیل ائتلاف سعودی را ۲۶ هزار و ۲۰۳ نفر اعلام کرد که چهار هزار و ۸۹ نفر آنها کودک و ۲ هزار و ۷۸۰ نفر زن هستند.
بر اساس این گزارش  ۹ هزار و ۱۳۵ مرکز و تأسیسات زیربنایی این کشور در طی مدت یاد شده بر اثر حملات نیروهای ائتلاف به رهبری عربستان تخریب شده و آسیب دیده‌است، همچنین اضافه کرد: این تجاوز باعث تخریب و خسارت ۱۵ فرودگاه، ۱۶ بندر، ۳۰۴ ایستگاه برق و ژنراتور و ۵۳۷ شبکه و ایستگاه ارتباطی برق شده‌است.
بر اساس این گزارش، در پی حملات هوایی متجاوزان ۲ هزار و ۹۸ مخزن و شبکه آب و یکهزار و ۹۶۵ تأسیسات دولتی و ۲ هزار و ۲۰۰ جاده و پل از سوی ائتلاف متجاوز سعودی در یمن هدف قرار گرفته و تخریب شده‌است.
در این بیانیه اشاره شده‌است که در نتیجه این تجاوز ۵۶۵ هزار و ۹۷۳ منزل مسکونی شهروندان غیر نظامی همچنین ۵۷۶ هزار و ۵۲۸ مرکز خدماتی در یمن تخریب و خسارت دیده‌است.
همچنین در این مدت بر اثر حملات نیروهای متجاوز ائتلاف ۱۷۶ دانشگاه، یک هزار و ۳۷۵ مسجد، ۳۶۵ مرکز گردشگری و ۳۸۹ بیمارستان و مراکز درمانی تخریب شده‌است یا خسارت دیده‌اند.
بر این اساس، در پی این حملات یک هزار و ۹۵ مدرسه و مرکز آموزشی، ۶ هزار و ۷۳۲ چاه و زمین کشاورزی، ۱۳۲ مکان ورزشی، ۲۴۴ سایت باستانی و ۴۷ مرکز رسانه‌ای به‌طور عمد از سوی ائتلاف متجاوز سعودی هدف قرار گرفته و تخریب شده‌است.

### پایان عملیات طوفان قاطع
عملیات موسوم به طوفان قاطع یا طوفان راسخ که دربرگیرنده حملات گسترده هوایی عربستان بود پس از ۲۷ روز در تاریخ ۲۱ آوریل ۲۰۱۵ میلادی با اعلام آتش‌بس از سوی عربستان پایان یافت. عربستان سعودی ضمن اعلام اینکه به اهداف خود مانند انهدام موشک‌هایی که به دست شورشیان و مخالفان افتاده بود و امنیت کشورهای همسایه یمن را تهدید می‌کردند، در این عملیات رسیده‌است از شروع عملیات سیاسی برای بازگشت منصور هادی به قدرت خبر داد. رسانه‌های مخالف اما این آتش‌‌بس را شکست عربستان و ائتلاف یمن توصیف کردند.
بر اساس اعلام وزیر دفاع عربستان سعودی، عملیات تازه‌ای در قبال یمن آغاز می‌شود که «احیای امید» نام دارد و عمدتاً بر راه‌حل سیاسی برای بحران یمن و کمک‌رسانی به آسیب‌دیدگان متمرکز است، اما همچنین شامل تلاش برای جلوگیری از تحرکات شبه نظامیان انصارالله خواهد بود.
لحظاتی پس از اعلام پایان حملات نیروهای ائتلاف به رهبری عربستان سعودی به یمن، سخنگوی وزارت امور خارجه ایران از این اقدام استقبال کرد.

### رویدادهای مهم
در ۸ اکتبر ۲۰۱۶ بمباران هوایی سعودی باعث کشته شدن دست کم ۱۵۵ تن و زخمی شدن ۵۲۵ نفر که مشغول مراسم تشییع جنازه بودند، شد.

## ادعای مشارکت کشورهای خارجی
بسیاری از کشورهای خارجی در جنگ یمن دخیل هستند.
در سال ۲۰۱۵، عربستان سعودی ائتلافی از کشورهای عربی را برای شکست دادن حوثی‌ها در یمن تشکیل داد. این ائتلاف شامل کویت، امارات متحده عربی، بحرین، مصر، مراکش، اردن، سودان و سنگال است. چندین کشور از این کشورها برای جنگ زمینی در یمن نیرو اعزام کرده‌اند، در حالی که برخی دیگر فقط حملات هوایی انجام داده‌اند.ایالات متحده، به همراه سایر قدرت‌های غربی مانند بریتانیا و فرانسه، به ائتلاف به رهبری عربستان سعودی سلاح و اطلاعات نیز ارائه داده است.

### اسراییل
رسانه‌ها و منابع یمنی از ابتدا بر پشتیبانی و همکاری غیررسمی اسراییل با عربستان تأکید داشتند که با سکوت دولت اسراییل مواجه گردید. در ادامه برخی رسانه‌های غربی نیز گزارش‌هایی حاکی از حمایت تسلیحاتی و حضور نظامیان اسراییلی در این حملات منتشر کردند.
اسراییل و عربستان پیش از این، همکاری اطلاعاتی با یکدیگر که نقطه مشترک آن دشمنی با ایران است را از سال‌های پیش آغاز کرده بودند.
رسانه‌های غربی از گفتگوهای بی‌سابقه اسراییل با مقام‌های سعودی علیه ایران نیز خبر داده‌اند که از جمله آن اجازه دادن به نیروی هوایی اسراییل برای کاربرد فضای عربستان سعودی برای حمله به ایران است.

#### همکاری نیروی هوایی اسراییل
پایگاه خبری- نظامی veteranstoday (به معنی تحت الفظی: کهنه سرباز امروز) در تحلیلی نوشت که تصاویر باقی‌مانده از یک فروند جنرال داینامیکس اف-۱۶ فایتینگ فالکن سرنگون شده توسط نیروهای یمنی نشان می‌دهد که این نوع از ب-۱۶ تاکنون به نیروی هوایی هیچ‌یک از کشورهای عربی فروخته نشده‌است و تنها خریدار این نوع در منطقه خاورمیانه، اسراییل بوده‌است.

#### کشته شدن یک فرمانده و چندین افسر
کلنل صالح محمود از فرماندهان نیروهای نظامی یمنی گفت که بر اثر حمله موشکی انصارالله و ارتش یمن به وسیله موشک‌های اسکاد به پایگاه هوایی خالد ولید ۲۰ افسر اسراییلی و بیش از ۶۰ افسر سعودی از جمله محمد شعلان از فرماندهان نیروی هوایی عربستان کشته شده‌اند.

#### کشف تسلیحات اسراییلی
در پی خروج دیپلمات‌های عربستانی از یمن و تصرف سفارت این کشور توسط شیعیان حوثی، اعلام شد که در سفارت آن کشور در یمن تسلیحات اسراییلی به‌دست آمده‌است.

#### آزمایش بمب‌های سنگرشکن اسراییلی
Thomas Wictor یک تحلیل‌گر نظامی در مقاله‌ای نوشت که برخی فیلم‌های منتشر شده از حملات هوایی عربستان به یمن حاکی از آن است که عربستان با کمک اسراییل در جریان این حملات این پایگاه موشکی را که به‌وسیلهٔ بمب‌های MOP مورد حمله قرار داده‌است. این بمب‌ها در طی یک دهه اخیر بارها در رسانه‌ها به‌عنوان تهدید بالقوه آمریکا و اسراییل برای مراکز تولید انرژی هسته‌ای ایران، به‌ویژه مرکز فردو که در زیر کوه ساخته شده‌است مطرح شده بود. اسراییل پی در پی خواستار دریافت این بمب‌ها از آمریکا بود که با موافقت آمریکا مواجه نشد. کارشناسان پیش از این بارها اعلام کرده بودند که حمله احتمالی اسراییل به مراکز تولید انرژی هسته‌ای ایران به دلیل پراکندگی این مراکز، بزرگی ایران و ساخته شدن پایگاه فردو در ژرفای کوه‌ها بدون کاربرد بمب‌های سنگرشکن تقویت شده آمریکایی ناممکن است. به گفته این تحلیل‌گر، اسراییلی‌ها توانسته‌اند جایگزینی برای بمب‌های سنگر شکن ساخت آمریکا پیدا کنند و احتمالاً نخستین آزمایش آن را با کمک عربستان در حمله به یمن انجام دهند. اسراییلی‌ها به گفته این تحلیل‌گر، تانکر یک بویینگ ۷۴۷ را به بمب سنگرشکن تبدیل کرده‌اند. به اعتقاد وی این آزمایش یک هشدار به ایران از سوی اسراییل بوده‌است. به جز اسراییل، عربستان سعودی نیز از درخواست‌کنندگان اخیر بمب‌های سنگرشکن اسراییلی بود. یک مقام آمریکایی در سال ۲۰۱۵ گفته بود که آمریکا در حال بررسی احتمال فروش بمب‌های GBU-28 bunker buster bombs به اسراییل است. گرچه برخی کارشناسان گفته‌اند حتی در صورت خرید، نیروی هوایی عربستان یا اسراییل توان حمل این بمب‌های ۳۰ هزار پوندی (حدود ۱۴ تن) را برای حمله به ایران ندارند.

### پاکستان
عربستان در روز آغاز عملیات اعلام کرد که پاکستان از مشارکت‌کنندگان این مداخلهٔ نظامی است، اما دولت پاکستان به روشنی تصمیم خود را اعلام نکرده‌است. دولت پاکستان در ۲۶ مارس در بیانیه‌ای اعلام کرد که «هر تهدیدی علیه تمامیت ارضی عربستان، پاسخ نیرومند پاکستان را در پی خواهد داشت». وزیر دفاع پاکستان هم در ۲۷ مارس اعلام کرد که هنوز تصمیمی در مورد شرکت در جنگ گرفته نشده اما پاکستان با هر ابزاری از عربستان و تمامیت ارضی آن، در صورتی که آسیبی ببیند، دفاع خواهد کرد. با این حال گزارش‌های متوالی در مورد آغاز کمک‌های نظامی نیروی دریایی و نیروی هوایی پاکستان به ائتلاف منتشر شده و وزیر دفاع پاکستان نیز برای مذاکره در این مورد به ریاض رفته‌است. این نگرانی وجود دارد که شرکت پاکستان در این جنگ بر تنش‌های مذهبی شیعه و سنی در این کشور دامن بزند.

### ایران
برخی کشورهای ائتلاف، ایران را از زمان آغاز بحران یمن به پشتیبانی و فرستادن اسلحه به انصارالله متهم کرده‌اند. سرتیپ احمد العسیری سخنگوی ائتلاف در روز یکم آوریل اعلام کرد که: «به سپاه پاسداران ایران و عناصر حزب‌الله لبنان هشدار می‌دهیم در صورت حضور در اردوگاه‌های آموزشی انصارالله یا مناطق درگیری، سرنوشتی مانند سرنوشت آن‌ها خواهند داشت»
در عین حال جمهوری اسلامی ایران بارها این اتهام را رد کرده‌است. از جمله سید علی خامنه‌ای رهبر ایران گفت: «آنها به سلاح ما احتیاج ندارند؛ همهٔ پادگان‌های یمن و ارتش یمن در اختیار مردم مبارز و انقلابی و در اختیار این گروه انصارالله است؛ آن‌ها احتیاج به سلاح ما ندارند».
پایگاه اطلاعات نظامی دبکا گزارش داده که دو یگان نیروی دریایی ارتش ایران در شامگاه ۳۱ مارس برای دفاع از تنگه استراتژیک باب‌المندب راهی منطقه شده‌اند. به گفته دبکا؛ دو گردان کماندویی حوثی‌ها که توسط سپاه آموزش دیده‌اند پایگاه این منطقه را از تیپ ۱۱۷ ارتش وفادار به صالح تحویل گرفته‌اند و وظیفه شناورهای ایرانی ایجاد یک سپر دریایی برای آن‌ها در برابر حملات نیروهای سعودی و مصری است.
همچنین چندی پیش لنجی حامل ابزار آلات جنگی که در راه یمن بود توقیف شد که آن را به ایران نسبت دادند.

## گزارش جنایت‌های جنگی
- در ۱۳ آوریل ۲۰۱۳، سازمان دیدبان حقوق بشر نوشت که برخی از حملات هوایی در یمن در تناقض آشکار با قوانین جنگ هستند؛ حملاتی مانند حمله سی مارس به اردوگاه افراد بی‌پناه در مزرق که یک درمانگاه و بازار را هدف گرفت و از بین برد.[۶۵]
- دیگر جنایت‌های جنگی که توسط سازمان دیدبان حقوق بشر ناقض قوانین جنگ بیان شده‌اند عبارتند از: حمله به یک کارخانه تولید مواد لبنی که به کشته شدن سی و یک شبه نظامی منجر شد.[۶۶]حمله‌ای که به نابودی یک انبار بزرگ از کمک‌های انسان دوستانه وابسته به سازمان بین‌المللی اکسفام در صعده انجامید[۶۷]و پیمان منع رفت‌وآمد که سوخت را دور از دسترس نگه می‌داشت.[۶۸]
- در ۳۰ ژوئن ۲۰۱۵، اچ آر پی گزارش داد که حملات هوایی در تناقض آشکار با قوانین جنگ است. این گزارش تأیید می‌کند که نزدیک به ۵۹ نفر (شامل ۱۴ زن و ۳۵ کودک) در شهر صعده بین ۶ آوریل و ۱۱ می جان خود را از دست داده‌اند. این گزارش همچنین تصریح می‌کند که یورش‌ها به شش خانه غیرنظامی و نیز پنج بازار، حملاتی کاملاً عمدی بوده‌اند.[۶۹]
- در فوریه ۲۰۱۶ «عفو بین‌الملل» اعلام کرد که آن‌ها در مورد شرایط و تأثیر بیش از سی حمله هوایی توسط نیروهای متعهد به رهبری عربستان در شهرهای صنعا، حدیده و صعده را بررسی کرده‌اند. آن‌ها اعتقاد دارند که این تعهد و پیمان مبتنی بر حمله عامدانه بر شبه نظامیان به عنوان هدف بوده‌است.[۷۰]
- در ۲۴ آوریل ۲۰۱۵، سازمان عفو بین‌الملل اعلام کرد که حملات هوایی، پنج ناحیه پرتراکم جمعیتی (صعده، صنعا، حدیده، حجه، اب) را هدف گرفته‌اند. این سازمان نگرانی‌هایی در مورد موافقت با حقوق انسانی مردم ابراز داشتند.[۷۱]

بررسی‌های سازمان عفو بین‌الملل نشان می‌دهد که دست کم ۹۷ کشته، شامل ۳۳ کودک و۱۵۷ شبه نظامی کشته شدند.
- در مهرماه ۱۳۹۵ پیشنهاد انجام بررسی‌های مستقل بین‌المللی در پیوند با کشتار غیرنظامیان در یمن از سوی هلند برای ارائه به شورای حقوق بشر سازمان ملل در ژنو مطرح شد. این پیشنهاد، مخالفت انگلیس را به همراه داشت.[۷۳]
- در ۱۷ مهر ۱۳۹۵ جنگنده‌های سعودی یک گردهمایی در صنعا را هدف قرار دادند.[۷۴] سازمان دیدبان حقوق بشر این حمله را جنایت جنگی خوانده‌است.[۷۵][۷۶]

## واکنش‌های جهانی

### موافق
- اسرائیل - در روز ۲۹ مارس، بنیامین نتانیاهو، نخست‌وزیر اسرائیل، ادعای پشتیبانی ایران از حوثی‌ها را مورد انتقاد قرار داد و اظهار داشت که «محور ایران-لوزان-یمن برای بشریت بسیار خطرناک است و باید جلوی آن گرفته شود» که این گفته در اشاره به مذاکرات هسته‌ای بین ایران و کشورهای ۵+۱ است.[۷۷][۷۸][۷۹][۸۰][۸۱] همچنین گزارش‌های تأیید نشده‌ای از طرف حوثی‌ها مبنی بر مشارکت مستقیم اسرائیل در یمن وجود دارد.[۸۲]
- فلسطین - دولت خودگردان فلسطین نیز پشتیبانی خود از چیزی که آن را ائتلاف عربی نامیده را اعلام کرده و اظهار داشته‌است که چنین ائتلافی برای مقابله با حماس هم باید شکل بگیرد که از نظر آن‌ها در کودتایی در سال ۲۰۰۷ کنترل نوار غزه را به‌طور غیرقانونی به‌دست گرفته‌است.[۸۳]
- حماس در ۳۰ مارس پشتیبانی خود از مداخلهٔ نظامی به رهبری عربستان را اعلام کرد.[۸۴]
- بنگلادش - وزارت امور خارجهٔ بنگلادش در بیانیه‌ای عملیات خشونت‌آمیز حوثی‌ها در یمن را محکوم کرد و پشتیبانی خود از عملیات به رهبری عربستان سعودی در جهت بازگرداندن قدرت به دولت هادی را ابراز داشت.[۸۵]
- کانادا - در ۲۷ مارس، راب نیکلسون وزیر امور خارجهٔ کانادا در بیانیه‌ای رسمی با ابراز نگرانی از وضعیت یمن، اقدامات حوثی‌ها علیه دولت منصور هادی را مایهٔ ناامنی در منقطه دانست و پشتیبانی کشورش را از اقدامات نظامی عربستان سعودی و شورای همکاری کشورهای عرب خلیج فارس در دفاع از مرزهای عربستان و در پاسخ به درخواست رئیس‌جمهور یمن اعلام کرد.[۸۶]
- ایالات متحده آمریکا - کاخ سفید اعلام کرد باراک اوباما به نیروهای آمریکایی اجازه داده‌است با پشتیبانی‌های لجستیک و اطلاعاتی از عملیات نظامی عربستان حمایت کنند.[۸۷]
- فرانسه - فرانسه این مداخلهٔ نظامی را به درخواست رئیس‌جمهور یمن دانست و اعلام کرد که از یمن و منصور هادی پشتیبانی می‌کند.[۸۸]
- بریتانیا - بریتانیا از تصمیم عربستان برای مداخلهٔ نظامی در یمن در پی درخواست رئیس‌جمهور آن کشور ابراز حمایت کرد و اقدامات حوثی‌ها را بی‌احترامی به فرایندهای سیاسی دانست.[۸۹]

- ترکیه - رجب طیب اردوغان اعلام کرد که ترکیه از این مداخلهٔ نظامی پشتیبانی خواهد کرد. او همچنین جاه‌طلبی منطقه‌ای ایران هم در عراق و هم در یمن را مورد انتقاد قرار داد.[۹۰]
- افغانستان - دولت افغانستان در اعلامیه‌ای که توسط دفتر ریاست‌جمهوری این کشور منتشر شد از ایجاد ائتلاف نظامی در مقابله با حوثی‌های یمن پشتیبانی کرد و اعلام کرد که با تمام نیرو در کنار عربستان خواهد ایستاد. در این اعلامیه آمده‌است که این تصمیم پس از مشورت با علما، روحانیون و رهبران سیاسی و جهادی در جلسهٔ شورای امنیت ملی این کشور اتخاذ شده‌است.[۹۱]
- جیبوتی - محمد علی یوسف وزیر امور خارجهٔ جیبوتی گفت که کشورش از مداخلهٔ خارجی در یمن پشتیبانی می‌کند.[۹۲]

### بی‌طرف
- سازمان ملل متحد - فرهان حق، سخنگوی وکیل پارلمان سازمان ملل، گفته‌است که سازمان ملل «به دنبال جزئیات بیشتر است» و اضافه کرده‌است که سازمان ملل اعتقادی به مداخلهٔ نظامی بر حل کردن مشکلات یمن ندارد.[۹۳]
- عمان - عمان با وجود آنکه یکی از اعضای شورای همکاری کشورهای خلیج فارس است، تصمیم گرفته‌است که وارد این ائتلاف نشود، اما کمک‌های انسان‌دوستانه به یمن اهدا کند.[۹۴][۹۵]
- اندونزی - وزیر امورات مذهبی اندونزی، حکیم سیف‌الدین، در رابطه با مداخلهٔ نظامی ابراز نگرانی کرده و ابراز امیدواری کرده که این مداخلهٔ نظامی تا بدتر نشده هر چه زودتر پایان یابد.[۹۶]
- چین - دولت چین نگرانی‌های شدیدی از وضعیت حاکم بر یمن اظهار داشته‌است و خواستار آن شده که تمام طرفین، این مشاجره را با گفتگو حل کنند.[۹۷]
- تونس - وزیر امور خارجهٔ تونس، در یک گفتگوی رسانه‌ای از اوضاع یمن ابراز نگرانی کرده و خواستار گفتگو و رایزنی برای حل مشکلات شده‌است.[۹۸]

ژاپن و الجزایر هم بی‌طرف بوده‌اند.

### مخالف
- اتحادیه اروپا - اتحادیه اروپا با این مداخلهٔ نظامی مخالفت کرده و اظهار داشته که مداخله نظامی این بحران را حل نخواهد کرد. اتحادیه دربارهٔ «پیامدهای منطقه‌ای جدی» آن ابراز نگرانی کرده و از قدرت‌های منطقه‌ای خواستار «عملکرد مسئولانه» شده‌است.[۹۹][۱۰۰]
- روسیه - رئیس‌جمهور روسیه، ولادیمیر پوتین، درخواست «توقف سریع فعالیت‌های نظامی» در یمن را کرده‌است. کرملین همچنین پیشنهاد کرده که تلاش‌هایی برای یافتن راه حل صلح‌آمیز برای مشکلات یمن صورت گیرد.[۱۰۱]
- عراق - ابراهیم جعفری، وزیر امور خارجهٔ عراق، مخالفت دولت عراق با این مداخلهٔ نظامی را در ۲۶ مارس در یکی از دیدارهای سران خلیج فارس اعلام داشته‌است.[۱۰۲]
- ایران - محمد جواد ظریف این مداخلهٔ نظامی را «رویدادی خطرناک که باعث بی‌ثبات شدن منطقه می‌شود» توصیف کرده‌است.[۱۰۳] هرچند که ایران متهم به پشتیبانی از انصارالله شده‌است، اما ایران ادعاهای مربوط به ارسال اسلحه به یمن را «کاملاً ساختگی و کذب محض» دانست.[۱۰۴] وزیر امور خارجهٔ ایران خواستار توقف هر چه سریع‌تر «تهاجمات نظامی» شده‌است. مطبوعات دولتی ایران این حمله را «تهاجمی با پشتیبانی ایالات متحده» از طرف عربستان و دیگر متحدان منطقه‌ای‌اش توصیف کرده‌اند. ایران این اقدام عربستان را «یک گام خطرناک» از طرف ریاض دانسته و دربارهٔ آن هشدار داده‌است و توضیح داده‌است که این رزم‌آرایی سعودی‌ها با یک ائتلاف سنی در برابر دشمنان شیعی‌شان ممکن است شرایط برای پایان دادن به نزاعی که ممکن است باعث مشتعل شدن دشمنی‌های فرقه‌ای که از قبل هم باعث بالا گرفتن منازعات در خاورمیانه شده‌اند را پیچیده‌تر کند. یک مقام ارشد ایرانی اظهار داشته‌است که تهران به مداخلهٔ نظامی در یمن فکر نمی‌کند. محمد جواد ظریف در مصاحبه‌ای با خبرگزاری ایرانی عربی‌زبان العالم اظهار داشته‌است «ما خواستار توقف بی‌درنگ عملیات نظامی عربستان در یمن هستیم».
- سوریه - وزیر امور خارجهٔ سوریه نگرانی «عمیق» خود از اوضاع یمن را ابراز داشته‌است. در حالی که سوریه بر روی احترام به استقلال یمن تأکید کرده‌است، از همه احزاب یمنی خواسته‌است که به گفتگو مبادرت ورزند تا راه حلی سیاسی هماهنگ با خواست مردم یمن دست یابند.[۱۰۵]
- حزب‌الله لبنان از مخالفان حمله به یمن است.
- جبهه مردمی آزادی فلسطین با یورش نظامی به یمن مخالفت کرده‌است.

## واکنش‌های مردمی
واکنش‌های مردمی بسیاری در اعتراض به حملهٔ هوایی عربستان به یمن در دنیا از جمله ترکیه و ایران برگزار شد.